# Tuendat
Tuendat (en rus: Туендат) és un poble de l'óblast de Tomsk, a Rússia, que el 2015 tenia 453 habitants.